# Konkatedra Świętych Cyryla i Metodego w Zagrzebiu
Konkatedra Świętych Cyryla i Metodego (chorw. Konkatedrala Sv. Ćirila i Metoda) – greckokatolicka świątynia znajdująca się w najstarszej części Zagrzebia, stolicy Chorwacji, przy ulicy Ćirilometodskiej. Konkatedra eparchii kriżewczyńskiej.

## Historia
Świątynię wzniesiono w roku 1831, pierwotnie pełnił funkcję kościoła seminaryjnego pw. św. Bazylego. W 1866 erygowano parafię greckokatolicką. Budynek został znacznie uszkodzony podczas trzęsienia ziemi w roku 1880. 16 marca 1885 wydano zgodę na budowę obecnej świątyni, projekt sporządził architekt Hermann Bollé. Inicjatywę wspomógł m.in. biskup Ilija Hranilović oraz burmistrz Zagrzebia Nikola Badovinac. Ostatnią liturgię w starej świątyni odprawiono 15 marca 1885, dwa dni później rozpoczęto budowę obecnej konkatedry. Do czasu ukończenia budowy parafia korzystała z pobliskiego kościoła św. Katarzyny. 12 grudnia 1886 budynek konsekrowano. Dzwony kościelne, odlane z pozostałości instrumentów zniszczonych podczas trzęsienia ziemi, zarekwirowano podczas II wojny światowej, nowe zawieszono 1 listopada 1931. W 1928 rozebrano chór przy nawie bocznej, a nową emporę wzniesiono nad wejściem głównym trzy lata później. W latach 1955–1956 planowano przebudowę wieży, lecz projekt nie został zaakceptowany przez konserwatora zabytków.

## Architektura i wyposażenie
Świątynia neobizantyńska, jednonawowa. Fasadę zdobią wykonane w Innsbrucku mozaiki. Ikony ikonostasu pochodzą z końca roku 1886. Na wieży cerkwi zawieszone są trzy dzwony, o wadze 782, 395 i 230 kg, pochodzące z zagrzebskiej ludwisarni Lebisch, poświęcone śś. Cyrylowi i Metodemu, Najświętszej Maryi Pannie oraz św. Bazylemu. Na ścianach naw bocznych eksponowane są trzy obrazy Ivana Tišova, przedstawiające Zmartwychwstanie Pańskie, Sąd Ostateczny oraz Boże Narodzenie.

## Galeria

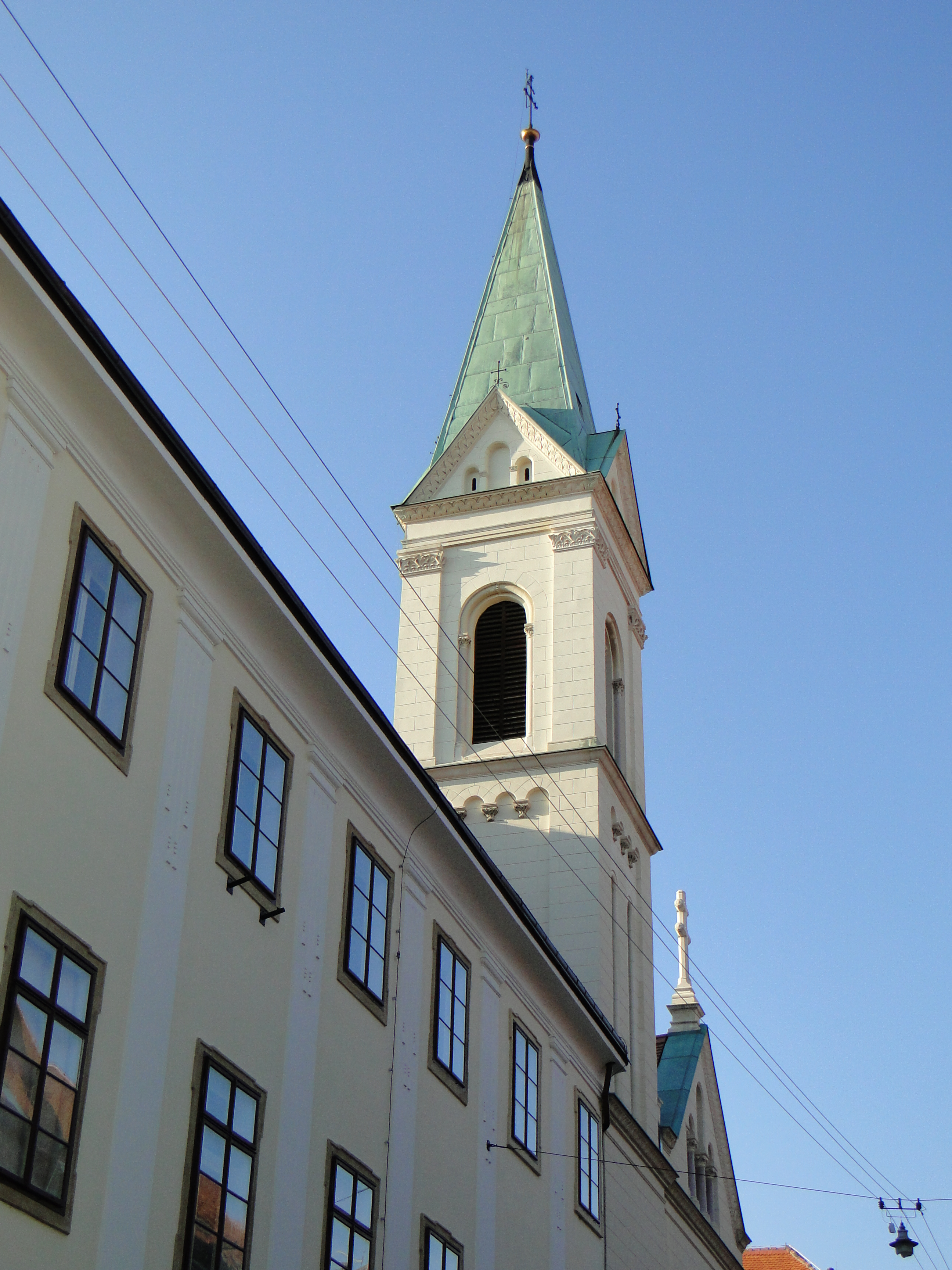
Wieża
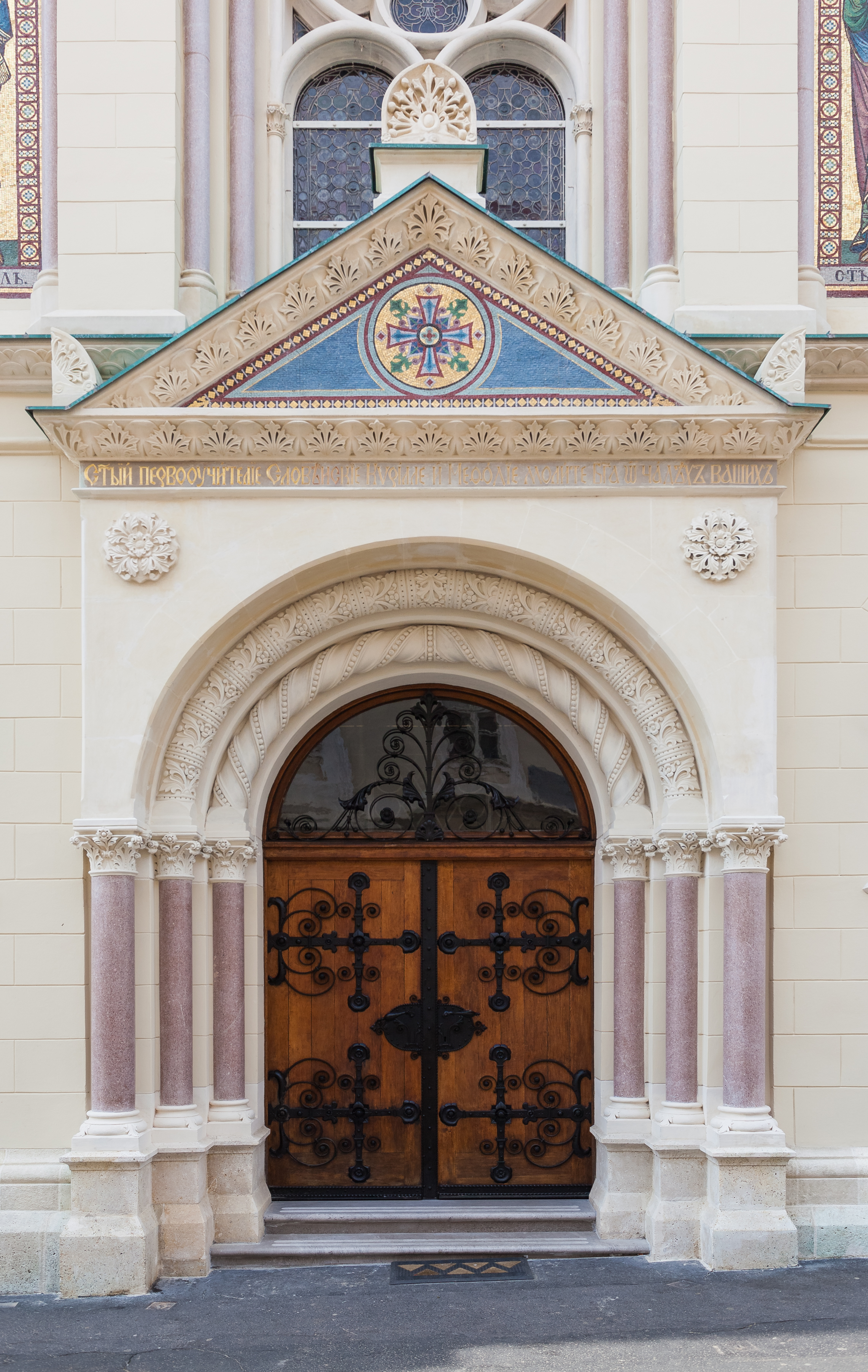
Portal główny
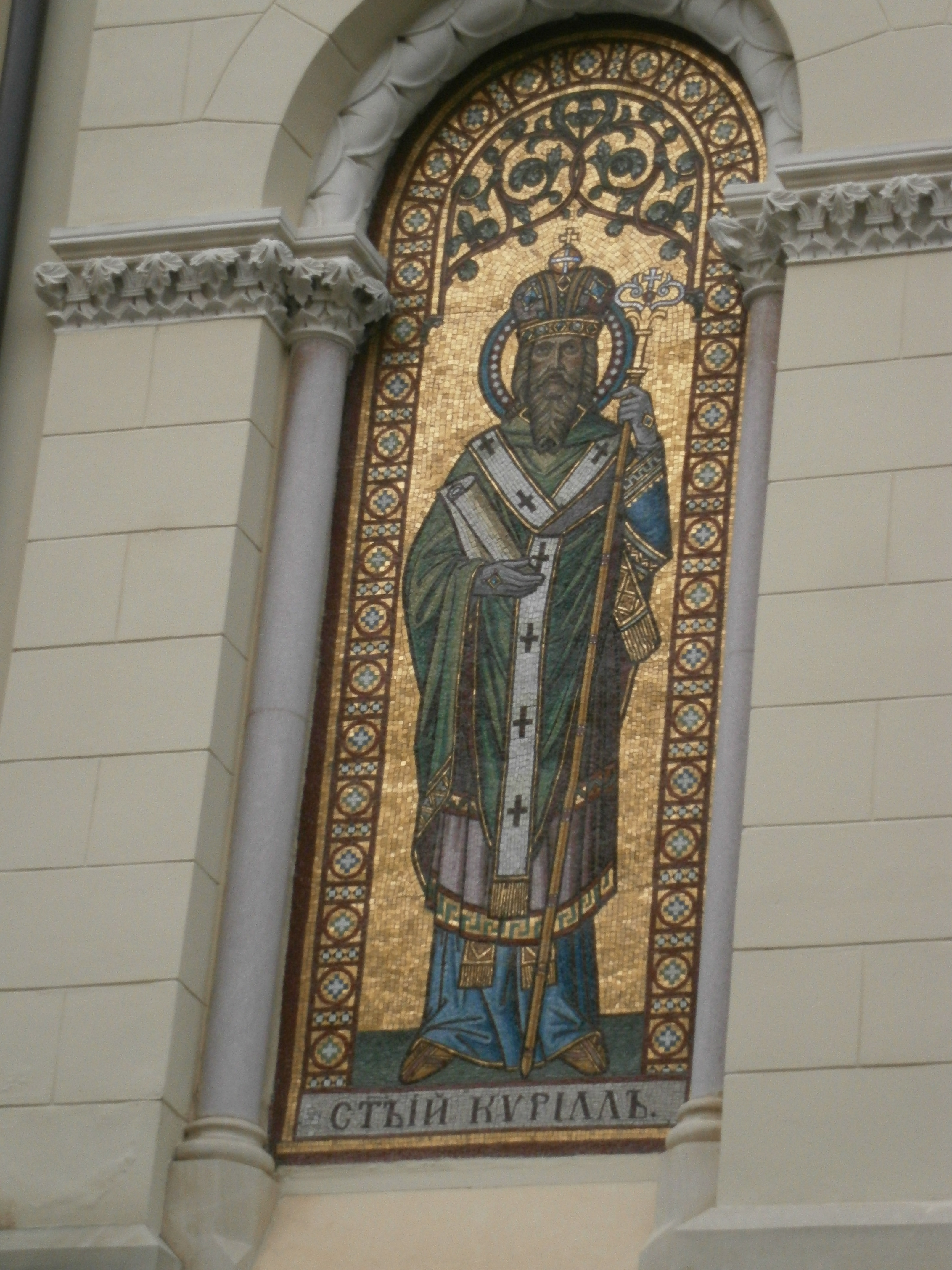
Mozaika św. Cyryla
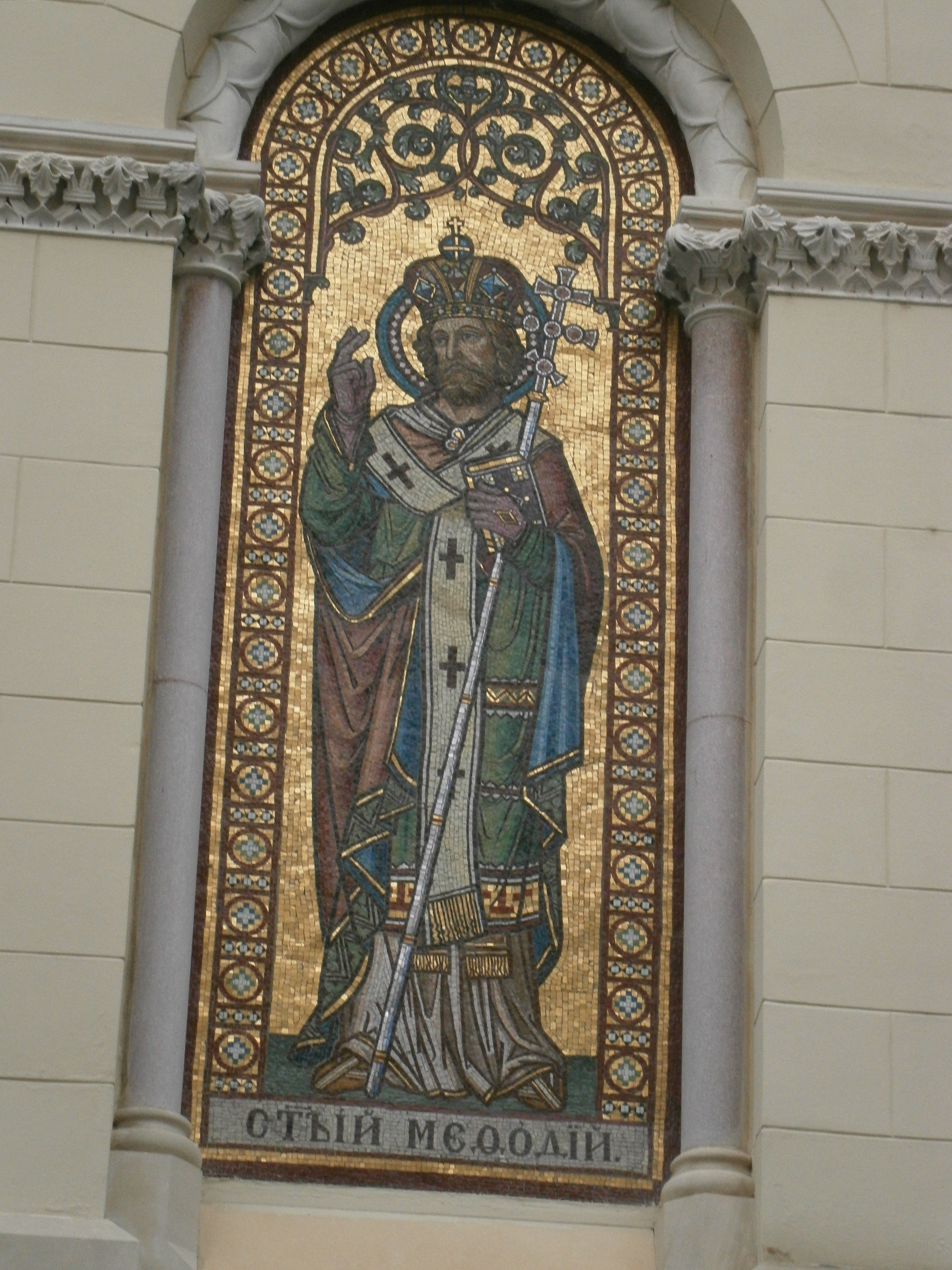
Mozaika św. Metodego